# プーリニ＝サン＝ピエール
プーリニ＝サン＝ピエール、プーリニィ＝サン＝ピエール（フランス語: Pouligny-saint-pierre）は、フランスのベリー地方で作られるシェーブルチーズ。名称は地名のプーリニ＝サン＝ピエール（en:Pouligny-Saint-Pierre。サントル＝ヴァル・ド・ロワール地域圏アンドル県）にちなむ。その形状から、エッフェル塔というニックネームもある。
同じシェーブルチーズのタイプであるヴァランセの原型になったと言われている。シェーブルチーズの中ではもっとも早い1972年にAOC認定を受けた。
凝乳酵素を加えた山羊の乳でカードを作り、型に入れ成型し水分を切る。塩を振って冷暗所で最低10日、通常4-5週間熟成させると完成。
年間の販売量は2016年実績で293.17トン。ラベルが添付されており、色で生産場所が判別できる。緑なら農家、赤は工場製である（下図参照）。
塩分は控えめで酸味は強い。匂いはきくつくないので、シェーブルを敬遠しがちな人にもよい。フルーティな辛口タイプの白ワインや、軽めの赤ワインにあう。パンにのせてトーストにしたり、細かくしてサラダなどに混ぜるのもよい。

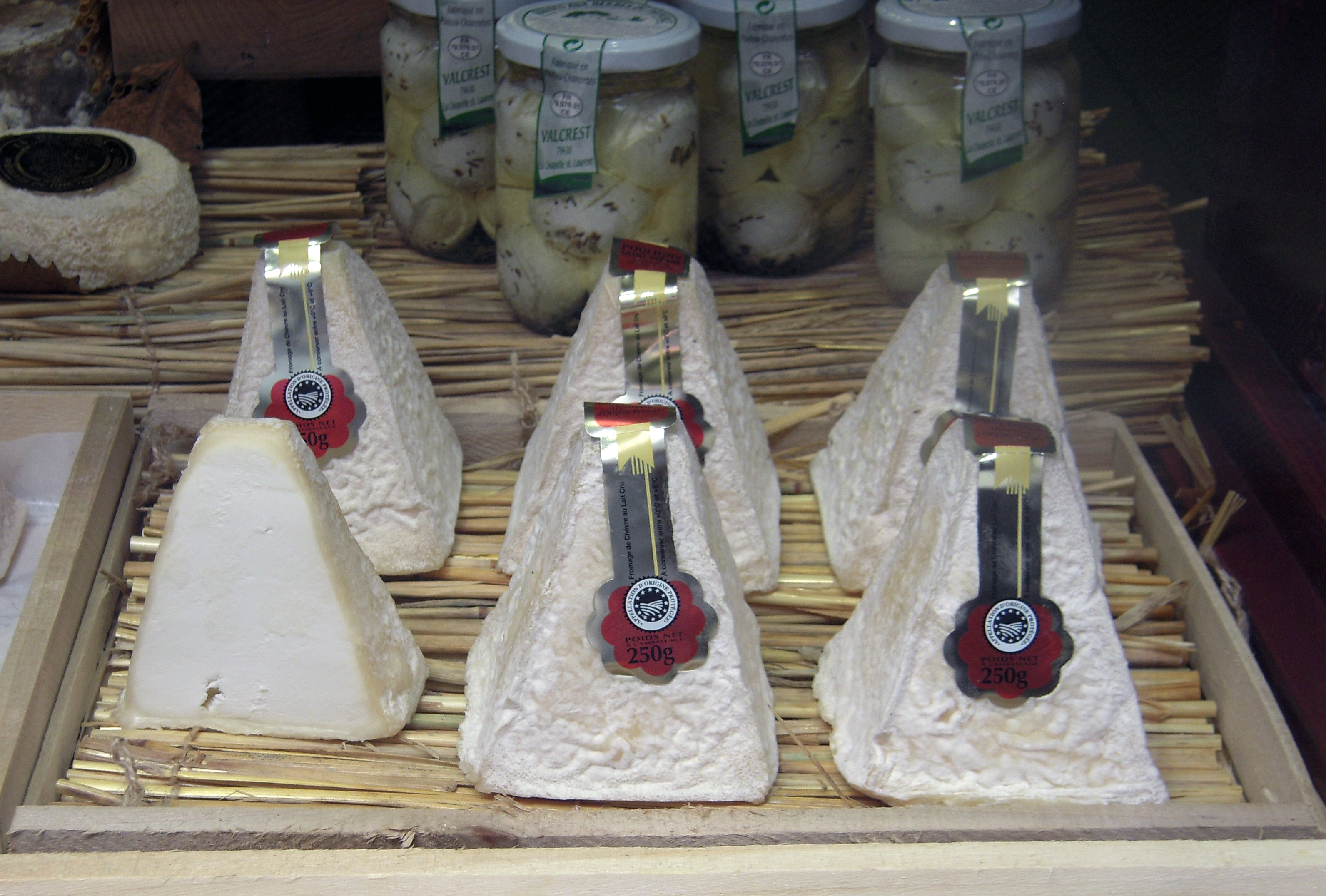
これはラベルが赤なので、酪農工場製